# Martin Becker (Verkehrsbetrieb)
Die Martin Becker GmbH & Co. KG ist ein Omnibusbetrieb mit Sitz in Altenkirchen (Westerwald). Sie betreibt den Öffentlichen Personennahverkehr in den Kreisen Altenkirchen, Rhein-Lahn, Neuwied, im Westerwaldkreis und ferner Reisebusverkehr. Die beiden betriebseigenen Tochterunternehmen der Martin Becker GmbH & Co. KG sind die Stadtverkehr Martin Becker und die Martin Becker Omnibus Reparaturwerkstatt.

## Unternehmen
Der Verkehrsbetrieb wurde im Jahr 1929 gegründet und seitdem stetig ausgebaut. Seit 2002 gehörte der Betrieb der Rhenus-Veniro-Gruppe an. Bereits zuvor hatten beide Unternehmen bei Projekten in Bad Kreuznach und Zweibrücken kooperiert. Nachdem der Mutterkonzern von Rhenus Veniro, die Rethmann-Gruppe, sich an der französischen Transdev Group beteiligt und dafür das Geschäft von Rhenus Veniro in den Transdev-Konzern eingebracht hatte, wurde Rhenus Veniro dementsprechend 2019 in Transdev SE & Co. KG umbenannt.
Die Wartung der rund 50 Fahrzeuge erfolgt auf den Betriebshöfen in Altenkirchen und Niederfischbach. Der Einsatz der übrigen Fahrzeuge erfolgt von den Stützpunkten in Asbach, Bad Honnef und Diez.

## Bedienungsgebiet
Die betriebseigenen Buslinien werden in den Landkreisen Altenkirchen, Neuwied und Rhein-Lahn-Kreis bedient. Ferner werden Teile des Landkreises Limburg-Weilburg und des Westerwaldkreises bedient. Durch die Durchführung von Auftragsverkehr für die Verkehrsbetriebe Busverkehr Ruhr-Sieg und Verkehrsbetriebe Westfalen-Süd erstreckt sich das Bedienungsgebiet bis auf die Landkreise Siegen-Wittgenstein und Olpe. Ab Dezember 2017 betreibt Martin Becker für acht Jahre das Linienbündel Eltville/Schlangenbad im Auftrag der Rheingau-Taunus-Verkehrsgesellschaft mbH (RTV) im Rhein-Main-Verkehrsverbund in Hessen. Neben dem regulären Linien- und Reiseverkehr werden auch Kindergarten- und Schulfahrten durchgeführt, und dabei täglich allein 7.500 Schüler befördert.
Die Konzessionen der ehemaligen Linien 522, 539 und 564 von Asbach bis Landesgrenze NRW wurden nach Ablauf am 31. Mai 2020 nicht neu beantragt. Seit dem 1. Juni 2020 werden diese Linien daher allein von der RSVG bedient, die schon vorher die Konzessionen in NRW innehatte.
Für die restlichen Linien im Landkreis Neuwied wurde eine Entbindung von der Betriebspflicht beantragt. Diese wurde im November 2020 genehmigt. Die Linien 133 (neu 567), 134 (neu 568), 562 und 565 werden daher ab dem 1. Januar 2021 ebenfalls von der RSVG übernommen.
Im Linienverkehr gelten, je nach Linie, die Tarife und Beförderungsbedingungen der beiden Verkehrsverbünde VRS und VRM.

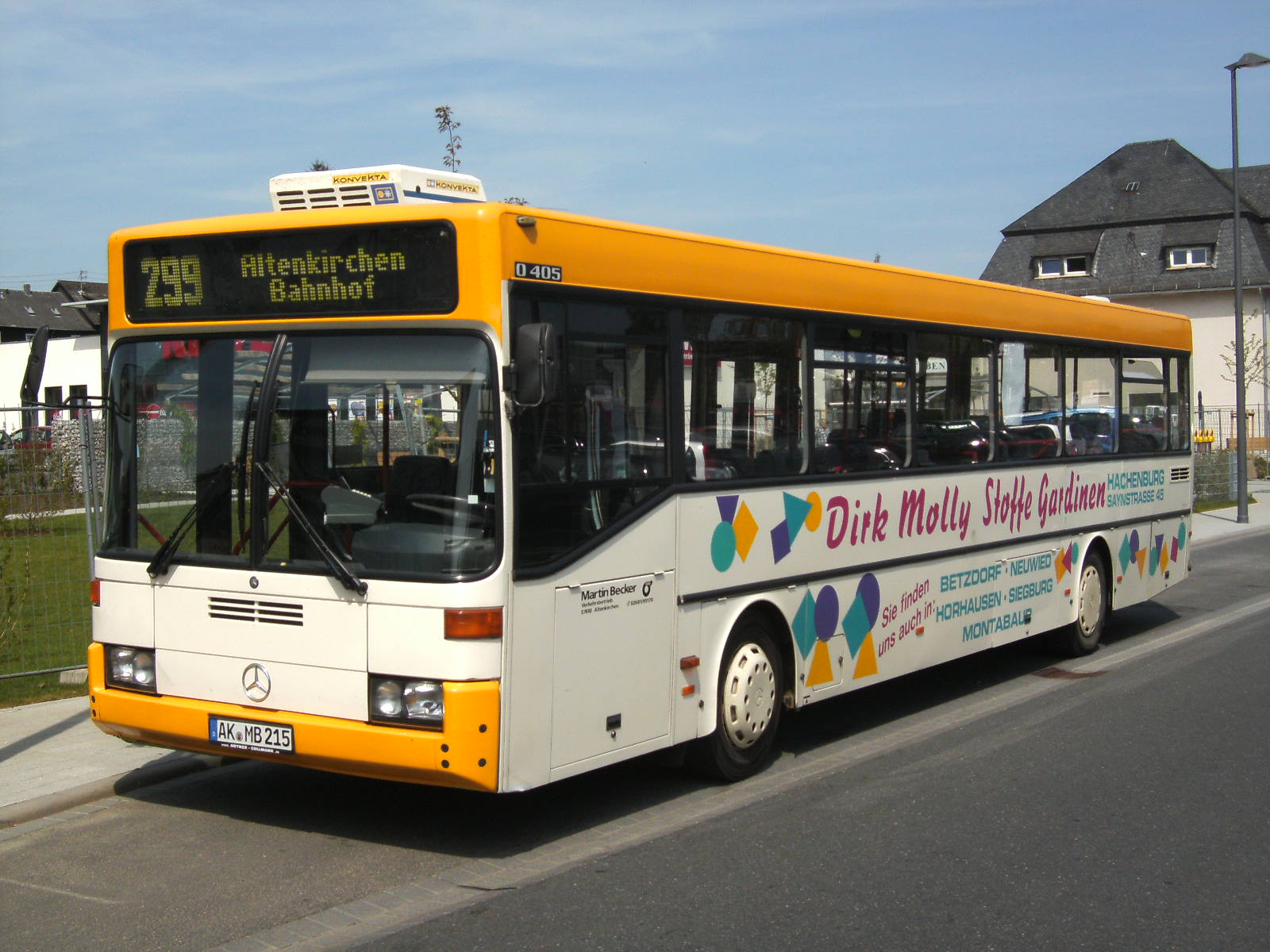
Mercedes-Benz O 405 als Linie 299 am Bahnhof Altenkirchen
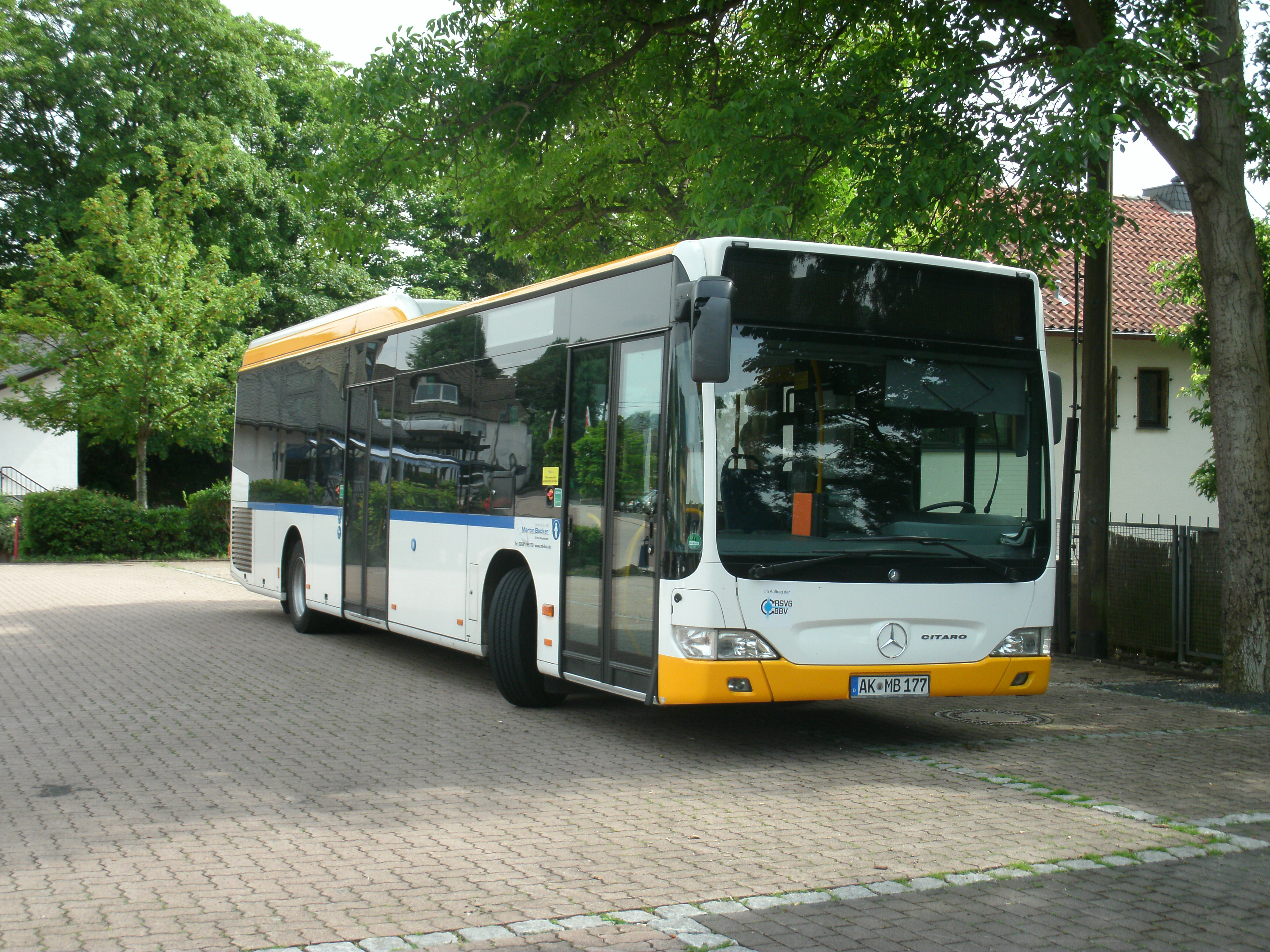
Mercedes-Benz Citaro LE als Linie 562 in Asbach (Westerwald)

## Linien im Raum Altenkirchen
| Linie | Linienweg                                                                           | Tarif |
| ----- | ----------------------------------------------------------------------------------- | ----- |
| 250   | Altenkirchen – Weyerbusch – Hasselbach – Kircheib – Uckerath                        | VRM   |
| 290   | Elkhausen – Katzwinkel – Wingendorf – Wehbach                                       | VRM   |
| 291   | Altenkirchen – Wölmersen – Birnbach – Weyerbusch – Mehren – Kircheib / Asbach       | VRM   |
| 292   | Stadtverkehr Betzdorf: Betzdorf – Bruche – Scheuerfeld – Betzdorf                   | VRM   |
| 293   | Elkenroth – Dickendorf – Gebhardshain – Schönstein – Wissen                         | VRM   |
| 294   | Altenkirchen – Fluterschen – Breibach – Oberwambach – Steimel – Puderbach           | VRM   |
| 296   | Gebhardshain – Steckenstein – Eisengarten – Fensdorf – Brunken – Köttingen – Wissen | VRM   |
| 298   | Altenkirchen – Amteroth – Oberwambach – Gieleroth – Borod – Hachenburg              | VRM   |
| 933   | Altenkirchen / Rettersen-Hahn – Herchen Gymnasium                                   | VRM   |
| 934   | Honneroth – Herchen Gymnasium                                                       | VRM   |
| 935   | Dickendorf – Malberg – Elkenroth – Gebhardshain (zusammen mit WEBA)                 | VRM   |

### Linienbündel Altenkirchen – Wissen (VRM)
| Linie | Linienweg                                                           |
| ----- | ------------------------------------------------------------------- |
| 256   | Wissen Bahnhof – BBS – Köttingen – Kreuztal – Bahnhof               |
| 258   | Wallmenroth Dasberg – Niederhövels – Wissen                         |
| 259   | Pirzenthal – Wissen                                                 |
| 280   | Altenkirchen – Eichelhardt – Roth – Wissen                          |
| 282   | RegioBus: Au (Sieg) – Hamm – Roth                                   |
| 284   | Au (Sieg) – Etzbach – Hamm – Breitscheidt                           |
| 285   | Altenkirchen – Beul – Au (Sieg) – Hamm                              |
| 286   | Wickhausen – Pracht – Hamm                                          |
| 287   | Breitscheidt – Hilgenroth – Altenkirchen                            |
| 289   | Nisterbrück – Oettershagen – Helmeroth – Eichelhardt – Altenkirchen |

## Linien in der Stadt Koblenz
Ab 1. August 2018
| Linie | Linienweg                                                        | Tarif |
| ----- | ---------------------------------------------------------------- | ----- |
| 27    | Koblenz Hbf – Pfaffendorfer Höhe – Asterstein                    | VRM   |
| N7    | Koblenz Hbf – Horchheimer Höhe – Pfaffendorfer Höhe – Asterstein | VRM   |

## Linien im Kreis Neuwied
| Linie | Linienweg                                                  | Tarif     |
| ----- | ---------------------------------------------------------- | --------- |
| 133   | Breite Heide – Rheinbreitbach – Unkel                      | VRM       |
| 134   | Orsberg – Bruchhausen – Unkel                              | VRM       |
| 562   | Neustadt – Etscheid – Asbach – Stockhausen – Oberwindhagen | VRM / VRS |
| 565   | Bad Honnef – Rheinbreitbach – Unkel – Erpel – Linz         | VRM / VRS |

## Linien im Rhein-Lahn-Kreis

### Linienbündel Diez (VRM)
| Linie | Linienweg                                                                        |
| ----- | -------------------------------------------------------------------------------- |
| 560   | Laurenburg – Holzappel – Altendiez – Diez                                        |
| 563   | Diez – Heistenbach – Altendiez – Diez                                            |
| 575   | Nentershausen – Hambach – Diez                                                   |
| 577   | Isselbach – Holzappel                                                            |
| 578   | Laurenburg – Dörnberg – Holzappel                                                |
| 579   | Cramberg – Diez/Balduinstein – Holzappel                                         |
| 581   | StadtBus: Heistenbach – Altendiez – Diez                                         |
| 582   | StadtBus: Diez Bahnhof – Guckenberg – Polizei – Ostbahnhof – Limburg Diezer Str. |

### LinienbündelBlaues Ländchen-Loreley (VRM)
| Linie | Linienweg                                                       |
| ----- | --------------------------------------------------------------- |
| 530   | Nastätten – Niederwallmenach – Weisel – Heide – St. Goarshausen |
| 531   | Niederwallmenach – Reitzenhain – St. Goarshausen – Heide        |
| 532   | Eschbach – Weyer – St. Goarshausen – Heide/Nastätten            |
| 533   | Osterspai – St. Goarshausen – Heide                             |
| 535   | St. Goarshausen – Loreley                                       |
| 536   | Kaub – Weisel – Heide – St. Goarshausen                         |
| 538   | Eschbach/Holzhausen – Miehlen/Nastätten                         |
| 539   | Heide/Espenschied – Lipporn – Nastätten – Miehlen               |
| 540   | Nastätten – Dachsenhausen – Braubach – Niederlahnstein          |
| 541   | Eschbach – Gemmerich – Nastätten                                |
| 543   | Gemmerich – Dachsenhausen                                       |
| 544   | Nastätten – Marienfels                                          |
| 545   | Heide – St. Goarshausen – Dahlheim – Dachsenhausen              |

### LinienbündelEinrich(VRM)
| Linie | Linienweg                                                                       |
| ----- | ------------------------------------------------------------------------------- |
| 542   | Ehr – Miehlen – Nastätten                                                       |
| 580   | RegioBus: Limburg – Diez – Katzenelnbogen – Nastätten – St. Goarshausen – Heide |
| 584   | Wasenbach – Diez                                                                |
| 585   | Katzenelnbogen – Balduinstein                                                   |
| 586   | Katzenelnbogen – Hahnstätten                                                    |
| 587   | Berndroth – Reckenroth/Rettert – Katzenelnbogen                                 |
| 588   | Berndroth – Katzenelnbogen                                                      |
| 589   | Obertiefenbach – Katzenelnbogen                                                 |

## Linien im Rheingau-Taunus-Kreis

### LinienbündelRheingau-Taunus-Kreis(RMV)
| Linie | Linienweg                                                          |
| ----- | ------------------------------------------------------------------ |
| 170   | Walluf – Eltville                                                  |
| 172   | Eltville – Kiedrich – Kloster Eberbach                             |
| 173   | Eltville – Martinsthal – Rauenthal – Schlangenbad – Niedergladbach |